# دوم 3
دوم 3 (بالإنجليزية: Doom 3)‏ ، هي لعبة فيديو إلكترونية من نوع تصويب منظور الشخص الأول ورعب البقاء ، صدرت اللعبة في 2004م ، ونشرت على عدة أنظمة التشغيل ومنها ويندوز وإكس بوكس وجنو/لينكس.
تم إعادة إصدار اللعبة كـريماستر بعنوان دوم 3:بي أف جي اديشن .

## مواضيع متعلقة
- دوم (سلسلة)
- ألعاب الفيديو في 2004